# 자유진보당
자유진보당(自由進步黨, 독일어: Partei für Freiheit und Fortschritt 파르타이 퓌어 프라이하이트 운트 포르치리트[*])은 독일어 사용 지역인 벨기에 독일어 공동체 지역을 기반으로 하는 벨기에의 중도우파 계열 정당이다. 1961년에 창당되었다.

## 같이 보기
- 자유주의
- 자유민주주의